# Pyrrhoplectes epauletta
O pinzão-de-nuca-dourada, Pyrrhoplectes epauletta é uma espécie de ave da família Fringillidae. É a única espécie do género Pyrrhoplectes.
Pode ser encontrada nos seguintes países: Butão, China, Índia, Myanmar e Nepal.
Os seus habitats naturais são: florestas temperadas.